# Lonchocyon
Lonchocyon — вимерлий рід ведмедюватих хижих, з можливою спорідненістю з амфіціонідами або геміціонідами. Єдиний вид, Lonchocyon qiui, відомий з однієї лівої нижньої щелепи, виявленої в місці знаходження скам'янілостей Haerhada біля основи формації Baron Sog, яка розташована у Внутрішній Монголії, Китай, і датується пізнім еоценом. Цей таксон примітний своїм великим розміром порівняно з іншими арктоїдними хижими тваринами еоценової епохи, а також своїми гіперхижими адаптаціями, особливо великими іклами та сильно зменшеними премолярами. Назва роду є поєднанням грецького lonch, що означає спис і вказує на списоподібний параконід на його нижній частині тіла, і cyon, що означає собака. Видова назва на честь професора Чжань-Сян Цю.